# Tipula acutipleura
Tipula acutipleura är en tvåvingeart som beskrevs av Doane 1912. Tipula acutipleura ingår i släktet Tipula och familjen storharkrankar. Inga underarter finns listade i Catalogue of Life.